# Ujhani
Ujhani é uma cidade  no distrito de Budaun, no estado indiano de Uttar Pradesh.

## Geografia
Ujhani está localizada a 28° 01′ N, 79° 01′ L. Tem uma altitude média de 172 metros (564 pés).

## Demografia
Segundo o censo de 2001, Ujhani tinha uma população de 51,044 habitantes. Os indivíduos do sexo masculino constituem 53% da população e os do sexo feminino 47%. Ujhani tem uma taxa de literacia de 42%, inferior à média nacional de 59.5%: a literacia no sexo masculino é de 48% e no sexo feminino é de 36%. Em Ujhani, 18% da população está abaixo dos 6 anos de idade.